# Jan Pypeć
Jan Pypeć (ur. 27 sierpnia 1917 w Śmiłowicach, zm. ?) – polski rolnik, spółdzielca i działacz ruchu ludowego, poseł na Sejm PRL I kadencji

## Życiorys
Syn Franciszka i Anny. Był robotnikiem rolnym i członkiem Związku Młodzieży Wiejskiej RP „Wici”. W trakcie okupacji niemieckiej został żołnierzem Batalionów Chłopskich. W 1945 wstąpił do Stronnictwa Ludowego, następnie do Polskiego Stronnictwa Ludowego i Zjednoczonego Stronnictwa Ludowego. W trakcie działalności w PSL był prezesem Koła Gromadzkiego w Śmiłowicach, a w ZSL sekretarzem (od 1950) i członkiem (od 1952) Powiatowego Komitetu Wykonawczego ZSL w Miechowie, prezesem Gminnego KW w Śmiłowicach (od 1952), a także wiceprzewodniczącym (od 1952, 1954–1956), przewodniczącym (1952–1953) i członkiem prezydium Wojewódzkiego (od 1953) KW ZSL.
Promował spółdzielczość produkcyjną na obszarze województwa krakowskiego w 1950 organizował kolektyw „Nadwiślanka” w Śmiłowicach. W 1952 wziął udział w wycieczce chłopów do kołchozów Związku Radzieckiego.
W 1952 uzyskał mandat posła na Sejm I kadencji z okręgu Chrzanów, w trakcie pracy w parlamencie zasiadał w Komisji Komunikacji i Łączności.
W 1955 odznaczony Krzyżem Kawalerskim Orderu Odrodzenia Polski i Medalem 10-lecia Polski Ludowej.